# Bjällra

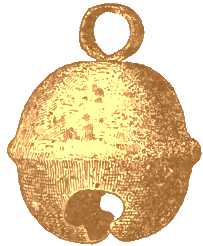
Förcolumbiansk bjällra i koppar från Mississippi-kulturen.

Bjällra är en typ av klocka (i betydelsen slagverk). 
Det som skiljer bjällror från andra typer av klockor är att de inte har fasta kläppar. En bjällra består av ett mer eller mindre sfäriskt hölje som ger ljud ifrån sig endera genom att en inkapslad metallbit slår mot höljet eller genom att flera bjällror slår mot varandra.
Fotbjällror associeras kanske främst med medeltidens gycklare och med de bjällerkransar som brukar placeras på slädar.